# Булушев, Семён Фёдорович
Семён Фёдорович Булушев (18 апреля 1912, Соседка, Тамбовская губерния — 24 ноября 1991, Санкт-Петербург) — советский хозяйственный, государственный и политический деятель, Герой Социалистического Труда.

## Биография
Родился в 1912 году в селе Соседка (ныне — в Башмаковском районе Пензенской области). Член КПСС с 1937 года.
С 1937 года — на хозяйственной, общественной и политической работе. В 1937—1991 гг. — аспирант, ассистент, руководитель группы Ленинградского химико-технологического института, участник Великой Отечественной войны, доцент Ленинградского технологического института, парторг ЦК Государственного института прикладной химии, заведующий кафедрой Ленинградского химико-фармацевтического института, заместитель директора, старший научный сотрудник Государственного института прикладной химии Министерства химической промышленности СССР.
Указом Президиума Верховного Совета СССР от 28 мая 1966 года присвоено звание Героя Социалистического Труда с вручением ордена Ленина и золотой медали «Серп и Молот».
Умер в Санкт-Петербурге в 1991 году.